# Kreis Schwerin-Land
De Kreis Schwerin-Land was een Kreis in de Bezirk Schwerin in de Duitse Democratische Republiek.

## Geschiedenis
Bij het opheffen van de deelstaten in de DDR op 25 juli 1952 werd de Landkreis Schwerin, die voortkwam uit de Amt Schwerin, opgedeeld. Uit het noordwestelijke deel van het gebied ontstond de nieuwe Kreis Gadebusch. Het grotere overgebleven gedeelte vormde de Kreis Schwerin-Land en werd onderdeel van de Bezirk Schwerin. Op 3 oktober 1990 werd Duitsland herenigd en kwam de kreis, die sinds 17 mei 1990 als Landkreis Schwerin werd aangeduid, te liggen in de nieuw gevormde deelstaat Mecklenburg-Voor-Pommeren. De landkreis werd op 12 juni 1994 opgeheven en in drie delen opgedeeld. Het noordwestelijke deel werd deel van de nieuw gevormde Landkreis Nordwestmecklenburg, het zuidoosten en oosten gingen op in de Landkreis Parchim en het zuidwestelijke- en zuidelijke deel werden bij de Landkreis Ludwigslust gevoegd.

## Steden en gemeenten
De Landkreis Schwerin omvatte op 3 oktober 1990 47 gemeenten, waarvan één stad:
- Alt Meteln
- Banzkow
- Barnin
- Böken
- Brüsewitz
- Bülow
- Cambs
- Cramonshagen
- Crivitz, stad
- Dalberg-Wendelstorf
- Demen
- Dorf Zapel
- Dümmer
- Gädebehn
- Gneven
- Godern
- Göhren
- Goldenstädt
- Grambow
- Holthusen
- Klein Rogahn
- Klein Trebbow
- Langen Brütz
- Leezen
- Lübesse
- Lübstorf
- Pampow
- Pingelshagen
- Pinnow
- Plate
- Raben Steinfeld
- Rastow
- Retgendorf
- Rubow
- Ruthenbeck
- Schossin
- Seehof
- Stralendorf
- Sukow
- Sülstorf
- Tramm
- Uelitz
- Warsow
- Wessin
- Wittenförden
- Zickhusen
- Zülow